# Qabala
Qabala (azerbajdžansko Qəbələ) je mesto in upravno središče okrožja Qabala v Azerbajdžanu. Občino sestavljata mesto Qabala in vas Küsnat. Prej je bilo mesto znano kot Kutkašen, po osamosvojitvi Azerbajdžanske republike pa so mesto preimenovali v čast veliko starejšega mesta Qabala, nekdanje prestolnice kavkaške Albanije, katere arheološko najdišče je približno 20 km jugozahodno.

## Zgodovina

### Antika
Qabala je starodavna prestolnica kavkaške Albanije. Arheološki dokazi kažejo, da je mesto delovalo kot glavno mesto kavkaške Albanije že v 4. stoletju pr. n. št.. Do danes so ohranjene ruševine starodavnega mesta in glavna vrata kavkaške Albanije. Izkopavanja v bližini vasi Čukur, ki potekajo, kažejo, da je bila Qabala od 4. do 3. stoletja pred našim štetjem in vse do 18. stoletja eno glavnih mest z razvito trgovino in obrtjo. Ruševine starodavnega mesta so 15 km od regionalnega središča, na ozemlju med rekama Garačaj in Džourlučaj. Qabala je bila sredi 2500 let stare svilne poti in jo je Plinij mlajši omenil kot Kabalaka, grški geograf Ptolomaj kot Khabala, arabski zgodovinar Ahmad ibn Yahya al-Baladhuri kot Hazar. V 19. stoletju je azerbajdžanski zgodovinar Abbasgulu Bakikhanov v svoji knjigi Gulistani Irem omenil, da je Kbala ali Khabala v resnici Qabala.
V 60. letih pred našim štetjem so rimske čete napadle kavkaško Albanijo, vendar jim ni uspelo zavzeti ozemlja Qabale. Leta 262 n. št. je kavkaško Albanijo zasedlo Sasanidsko cesarstvo, vendar je ohranilo svoj politični in gospodarski status. Leta 464 je izgubilo neodvisnost zaradi dolgoletnih vpadov severnih nomadskih plemen in moralo prestaviti glavno mesto v Partavo (trenutno Barda v Azerbajdžanu).

### Fevdalna doba
Qabalo so zasedli Širvanšah Fariburz, gruzijski kralj David IV. leta 1120, turško-mongolski osvajalec Timur Lenk leta 1386, safavidski šah Tahmasib I. leta 1538, Afšar Nader Šah leta 1734, vendar je lahko ohranil svojo kulturo in identiteto. Po smrti Nader Šaha leta 1747 se je regija razdelila na neodvisne kanate in sultanate, Qabala pa je postala sultanat Kutkašen. Imenovali so ga tudi Qabala Mahali. Potem ko je Ruski imperij leta 1813 zaradi posledic rusko-perzijske vojne (1804-1813) in Gulistanskega mirovnega sporazuma iz leta 1813 iz Kadžarskega cesarstva priključilo Azerbajdžansko republiko, je izvedla upravne reforme in leta 1841 so bili kanati te regije ukinjeni, ozemlja pa vključena v gubernije. Območje Qabale je bilo dodano okrožju Nuka gubernije Elisabetpol. Zaradi arheoloških najdb v Qabali je bila leta 1985 razglašena za nacionalni državni rezervat.

### Republikanska doba
Po razpadu Sovjetske zveze je Qabala začela proces prestrukturiranja v obsegu, kakršnega v njeni zgodovini ni bilo. Na tisoče stavb iz sovjetskega obdobja je bilo porušenih, da bi naredili prostor za zeleni pas na njenih obalah; parki in vrtovi so bili zgrajeni na zemljišču, pridobljenem z zasipavanjem vznožja Qabale. Izboljšave so bile narejene na področju generalnega čiščenja, vzdrževanja in odvoza smeti, tako da so te storitve zdaj na zahodnoevropskih standardih. Mesto dinamično raste in se s polno hitrostjo razvija na severni osi ob obali Kaspijskega jezera.
Od leta 2010 se Qabala pojavlja kot magnet za dogodke, kot je vrh Turškega sveta leta 2013. Leta 2013 je bilo mesto razglašeno za kulturno prestolnico Skupnosti neodvisnih držav kot priznanje njegovemu dolgemu prispevku k zgodovini Azerbajdžana in regije.

## Geografija
Geografski položaj in gorski relief mesta sta močno vplivala na nastanek zapletenih podnebnih razmer v vertikalno sušnem območju, pa tudi na gostoto rečnega omrežja in bogastvo talno-vegetacijskega pokrova. Relief in vlažne podnebne razmere regije Qabala so povzročile nastanek gostega rečnega omrežja na tem območju. Reke mesta se nanašajo na leve veje porečja Kure in tečejo neposredno v Kuro ali reke območja Širvan.
Mesto je bogato s kostanji in lešniki. Flora in favna okrožja je bogata. V gozdovih najdemo jelene in zahodnokavkaške ture (Capra caucasica), divje svinje, zajce, medvede, volkove, lisice in številne ptice – fazane, jerebice, frankoline itd. Te lastnosti pritegnejo lovce.

## Gospodarstvo
Gospodarstvo Qabale je deloma kmetijsko, deloma turistično, z nekaj predelovalnimi panogami, predvsem za konzerviranje hrane, tobak in sušenje kokonov sviloprejk. Glavna proizvodna podjetja v mestu se ukvarjajo z inženiringom, gradbeništvom, pivovarstvom in destilacijo ter proizvodnjo hrane. Obstaja tudi tovarna klavirjev Beltmann, katere izdelovalec klavirjev je Hans Leferink - vnuk Johanna Beltmanna, ki je leta 1901 ustanovil podobno podjetje v Kraljevini Nizozemski. V okrožju delujejo različne tovarne, kot sta tovarna sokov in tovarna oreščkov.

## Turizem in nakupovanje
Qabala je turistična destinacija zaradi kombinacije spomladanskega podnebja, gorate pokrajine in raznolike favne. Obstaja veliko hotelov in letovišč svetovnega razreda, ki so večinoma del verige Qafqaz. Naravne podnebne razmere v regiji ustvarjajo možnosti za razvoj tako poletnega kot zimskega turizma v regiji. Severna stran Qabale pripada južnim pobočjem gorske verige Velikega Kavkaza, osrednji del Alazan-Haftaranske doline, južni del Adžinohurskega pogorja. Poleg tega je v tej regiji najvišji gorski vrh republike - gora Bazarduzu (4466 metrov).
V Qabali je tudi slap Jedi Gozel. Ime pomeni 'sedem lepot' zaradi sedmih faz padcev, hkrati pa odraža klasično zgodbo Nizamija Ganjavija. Na slap, ki je v gozdovih zahodno od Vandama, se vsako leto povzpne na tisoče ljudi - nižje ravni so dostopne po stopnicah.
Mesto vsebuje zabaviščni park Qabaland, drsališče in gledališče v grškem slogu, hiše za najem, zgrajene posebej za koncerte zunaj. Qabala ima tudi več nakupovalnih središč qebelede kiraye evler.
Qabala je dom smučarskega kompleksa Tufandag, ki je ocenjen kot najboljše smučišče v Azerbajdžanu in eno najpomembnejših na Kavkazu. Kompleks oskrbi do 3000 ljudi na dan.

## Znamenitosti
Qabala je znana po ruševinah starodavnega obzidanega mesta Čukur Qabala, ki sega v 4. stoletje pred našim štetjem. Mesto ima velik vojni spomenik, številne starodavne kamnite hiše in spomenik Rašidbek, ki je oblikovan kot velika knjiga.
Druga znamenitost je velika radarska postaja Qabala na južnem obzorju, gledano iz Qabale, ena od le dveh postaj za zgodnje opozarjanje na rakete tipa Daryal v nekdanji ZSSR.

## Galerija
- Zabaviščni park Gabaland
- Starodavna trdnjava Qabala
- Arheološko najdišče trdnjave Qabala
- Arheološka izkopavanja
- Arheološka izkopavanja v Qabala
- Keramične najdbe
- Jezero Qabala
- Ročno izdelane ptice
- očno delo je v Qabali posebna oblika umetnosti
- Slap v Qabali